# Waterline
«Waterline» (укр. на межі, дослівний переклад: ватерлінія, лінія води)  — пісня ірландського гурту «Jedward», з якою він представив Ірландію на пісенному конкурсі Євробачення 2012 в Баку. За результатами першого півфіналу, який відбувся 22 травня 2012 року, композиція пройшла до фіналу.

## Список композицій
- Digital download[3]

1. «Waterline» — 3:01
2. «Waterline» (інструментальна версія) — 3:01